# Еріка
Еріка — жіноче ім'я. Давньоскандинавська форма чоловічого ім'я Ерік. За однією з версій, ім'я бере початок від скандинавських коренів «ei» («сталий, постійний») і «rikr» («правитель»), тому інколи це ім'я перекладають як «вічний правитель». За іншою версією, ім'я має німецькі корені й утворене від слів «ehre» («честь») і «rik» («багатство, могутність»), означає «шляхетний», «благородний».
Зменшено-пестливі форми імені: Ерічка.